# Nikola Šubić Zrinskis torg

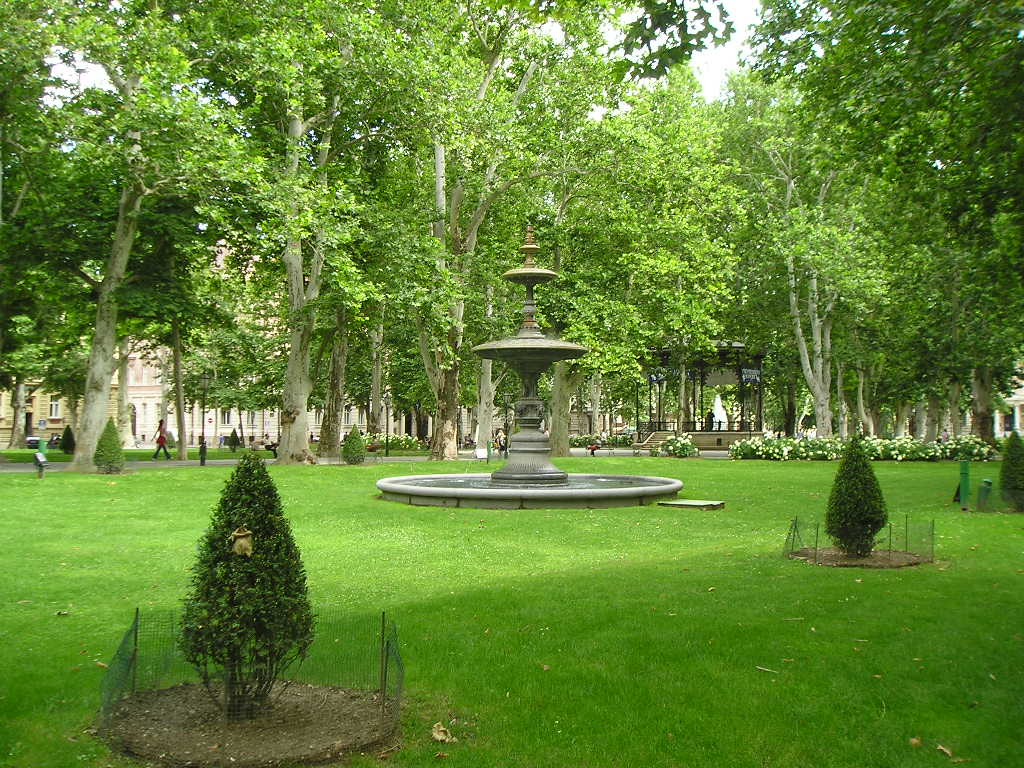
Fontän i Zrinjevac.

Nikola Šubić Zrinskis torg (kroatiska: Trg Nikole Šubića Zrinskog), i folkmun  kallat Zrinjevac, är ett torg och park i centrala Zagreb i Kroatien. Torget och parken är uppkallad efter den kroatiska adelsmannen Nikola Šubić Zrinski och upptar en yta om 12 540 m2. Den är belägen mellan Zagrebs centralstation och Ban Jelačićs torg i Nedre staden. Zrinjevac utgör en del av Lenuzzis hästsko (Lenuzzijeva potkova) som är en rad av hästskoformade parker i de centrala delarna av huvudstaden. 
I mitten av parken finns en paviljong uppförd 1891 och i den södra delen finns sedan slutet av 1870-talet byster av flera framstående kroater, däribland Julije Klović, Andrija Medulić, Krsto Frankopan, Nikola Jurišić, Ivan Kukuljević Sakcinski och Ivan Mažuranić. 
I byggnaderna omkring torget och parken ligger flera institutioner och myndigheter, däribland högsta domstolen, arkeologiska museet, konst- och vetenskapsakademin samt utrikesdepartementet.  

## Bildgalleri

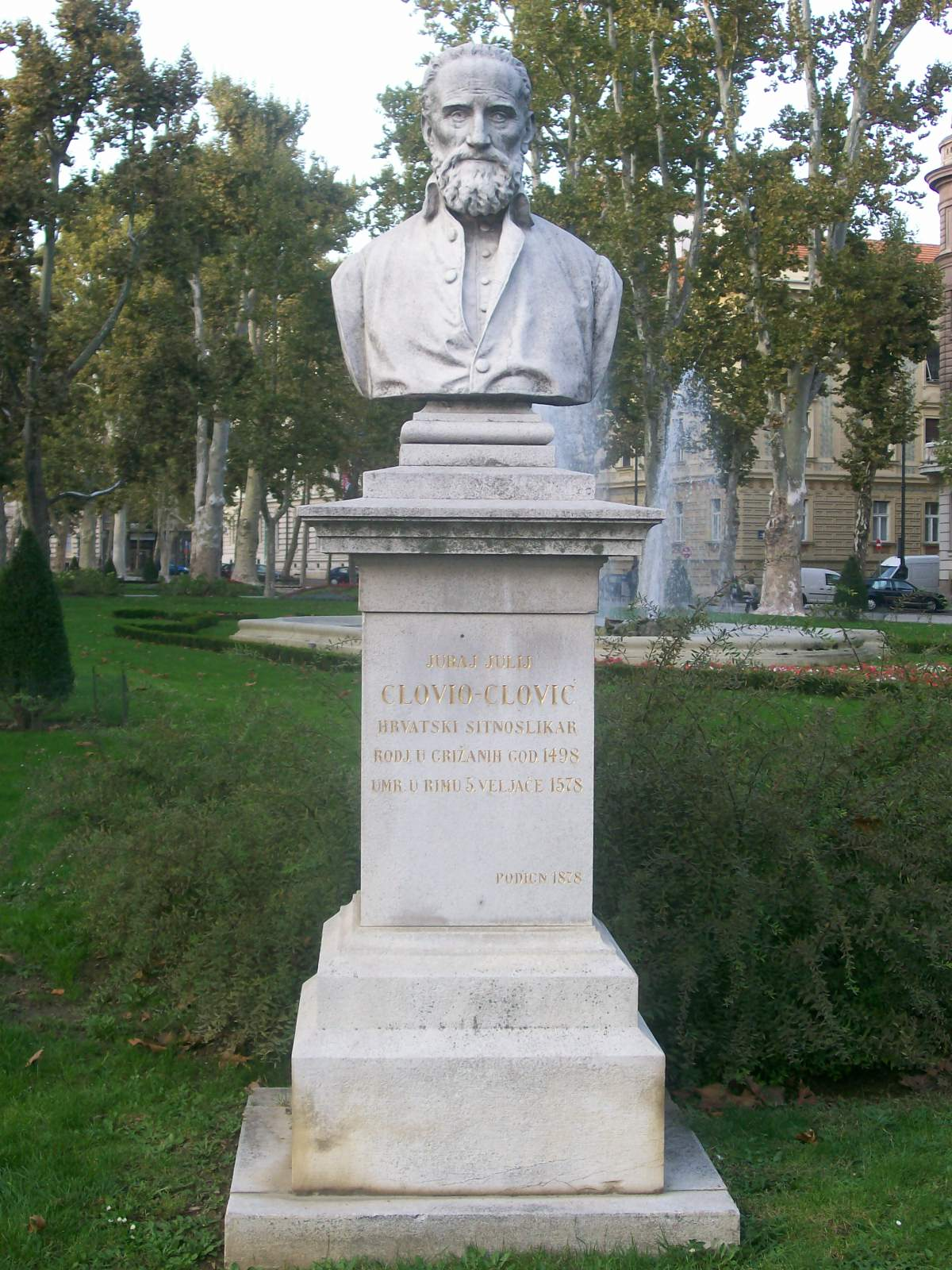
Julije Klović
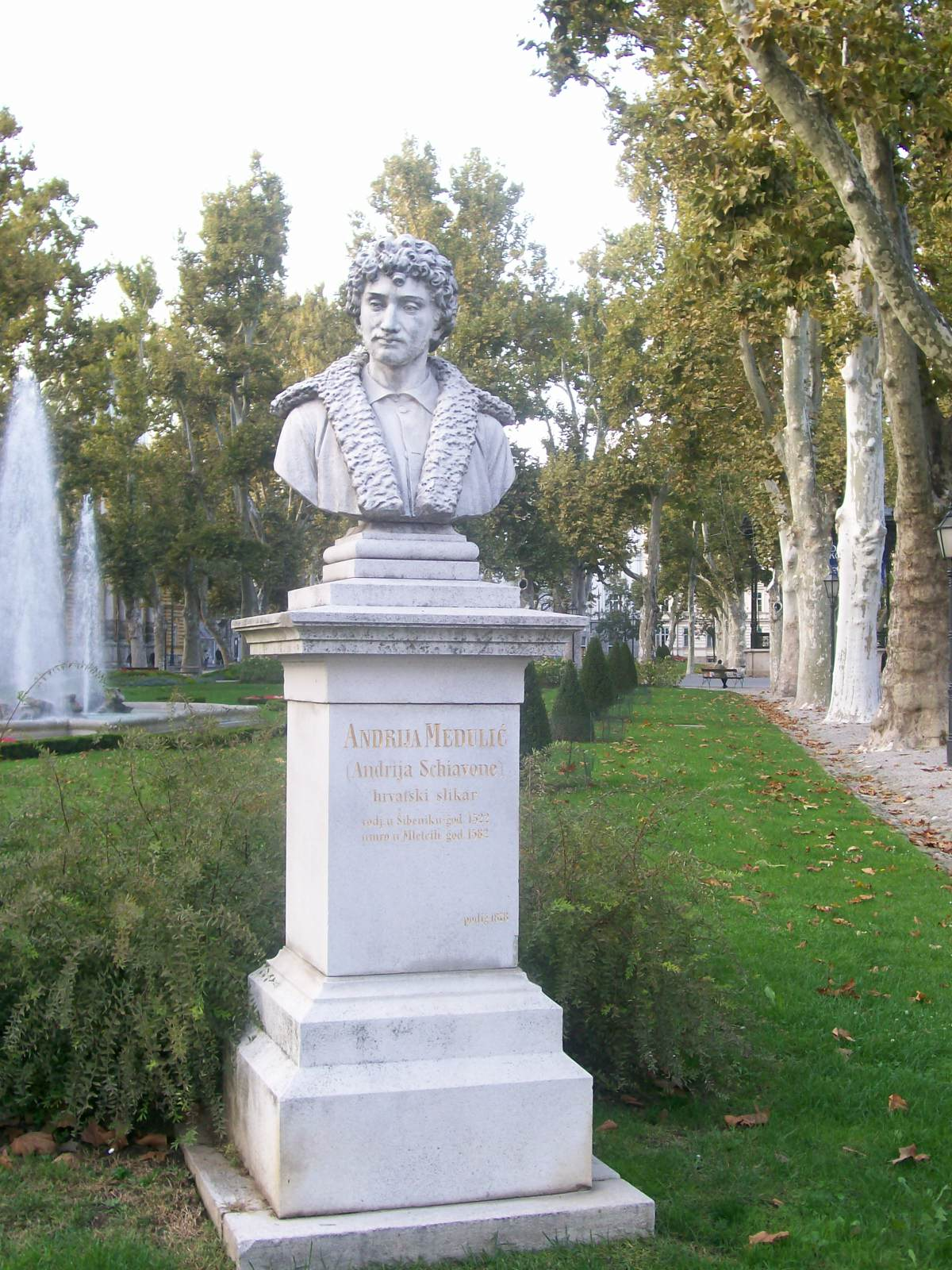
Andrija Medulić
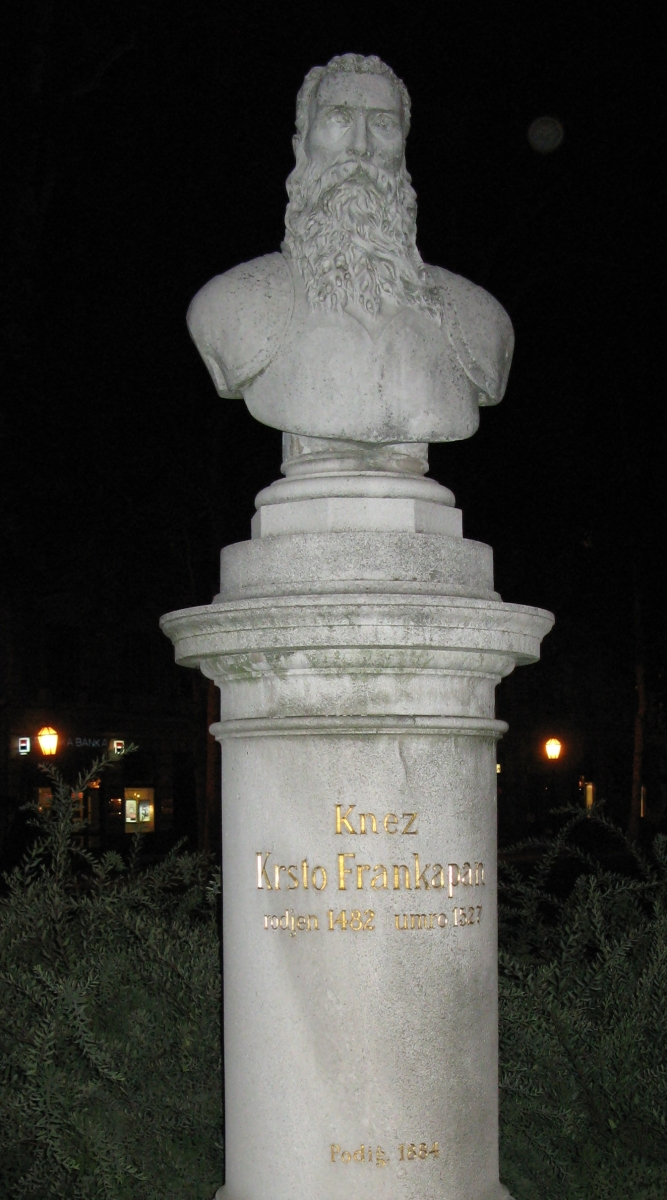
Krsto Frankopan
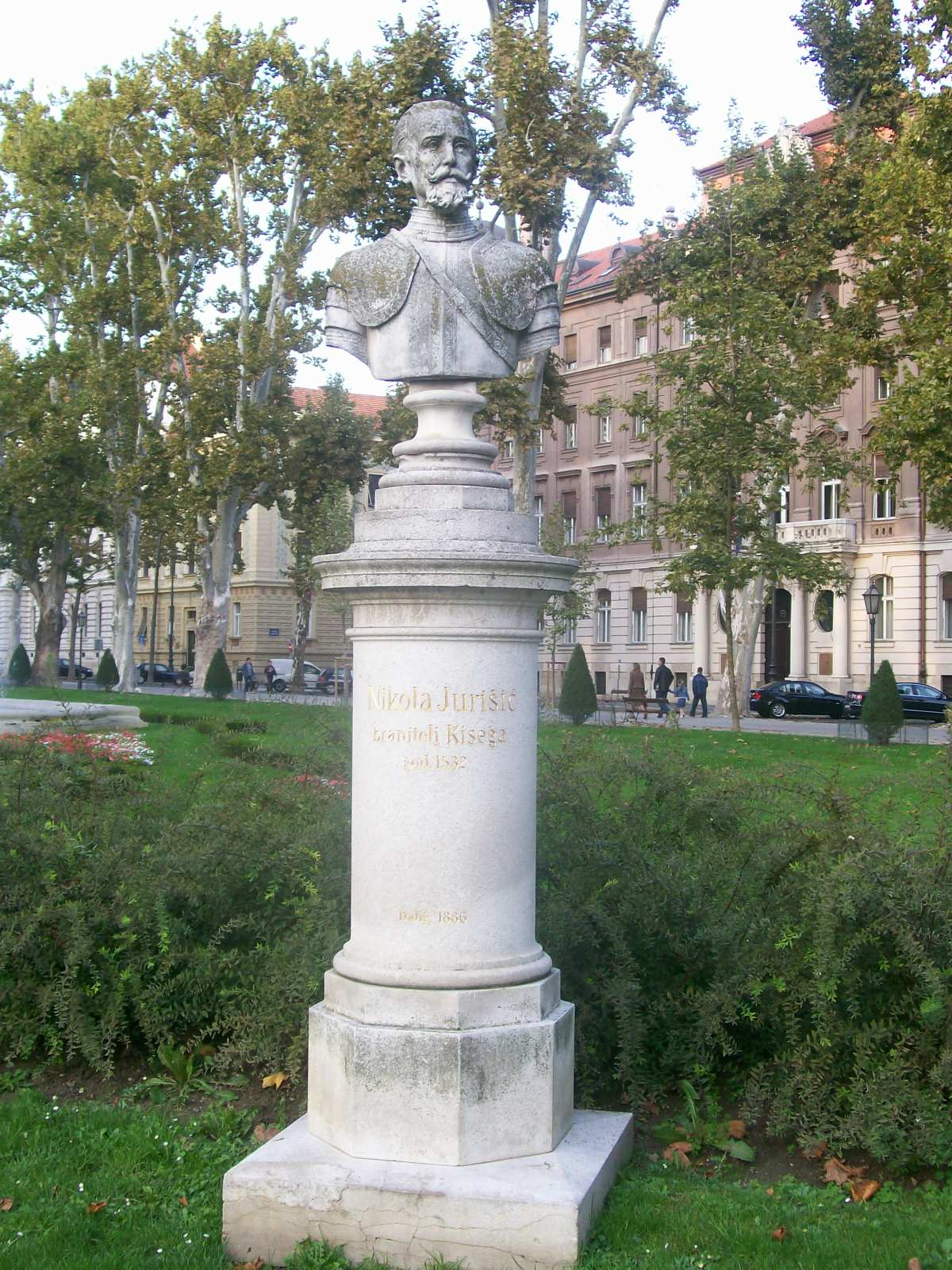
Nikola Jurišić
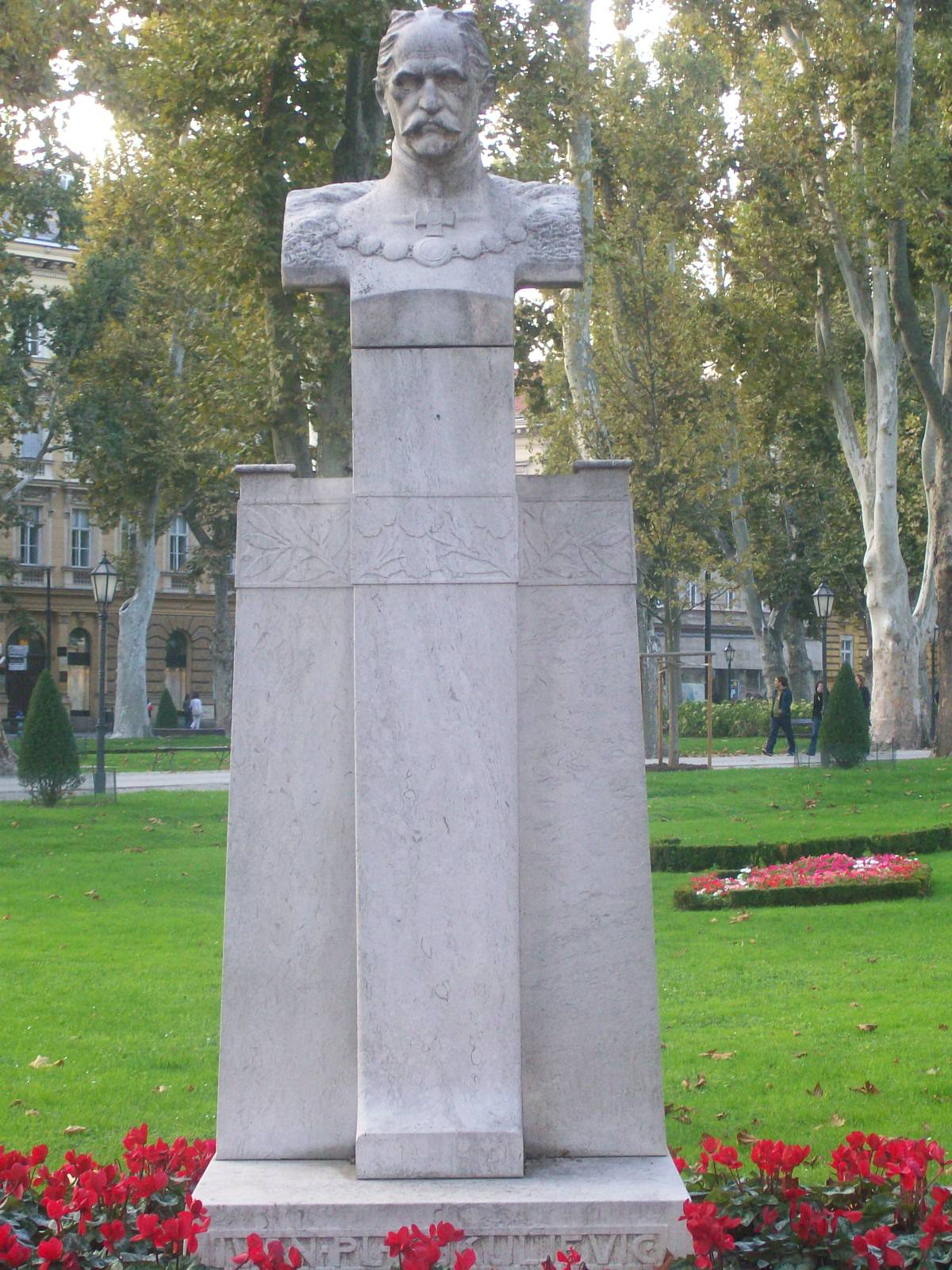
Ivan Kukuljević Sakcinski
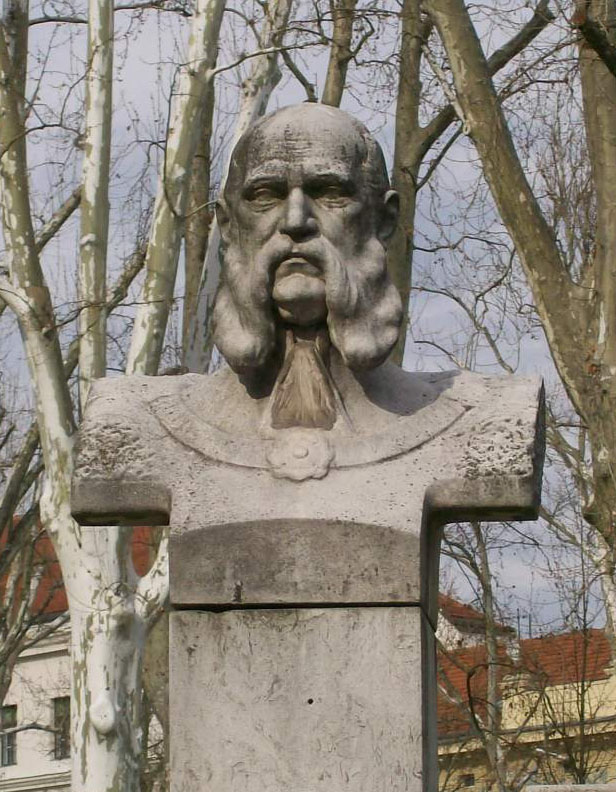
Ivan Mažuranić

### Fotnoter
1. ↑  Geografija.hr Arkiverad 4 januari 2013 hämtat från the Wayback Machine.(kroatiska)